# 한산이씨묘역
한산이씨묘역(韓山李氏墓域)은 경기도 성남시 분당구 수내동, 성남중앙공원에 있다. 규모는 약 8만 7000여평이다. 1989년 12월 29일 경기도의 기념물 제116호로 지정되었다. 

## 개요
정남향 묘역에는 토정 이지함의 조부로 봉화현감을 지내고 이조판서에 증직된 한원군 이장윤을 비롯한 한성군 이질, 부호군 이정, 한평군 이지숙, 부사직 이지환, 아천 부원군 이증, 황해도 관찰사 이집의 묘가 위치 하고 있으며, 동남향에는 이증의 아들로 임진 왜란때 상주 전투에서 순절한 충신 이경류와 증정부인 횡성 조씨의 묘 및 이경류의 애마총이 있다.
동북향에는 조선 후기의 문신으로 이조판서에 추증되고 청백리로 녹선된 문청공 이병태의 묘와 삼품 산소가 있는데 이 삼품 산소는 이협의 묘를 중심으로 삼대 묘가 품자형으로 배열되어 있어 붙여진 이름이다. 
서쪽에는 종친부 전부 이원, 부평부사 이오 및 처사 이한, 호조정랑 이병권, 군자감정 이산중의 묘가 있다.
남서향으로는 이장윤, 이질, 이지숙 삼대의 유사를 기록한 한산이씨 삼세 유사비를 비롯하여 이증 신도비, 이경류 정려비, 이정룡 신도비가 비각으로 보호되고 있다.

## 갤러리

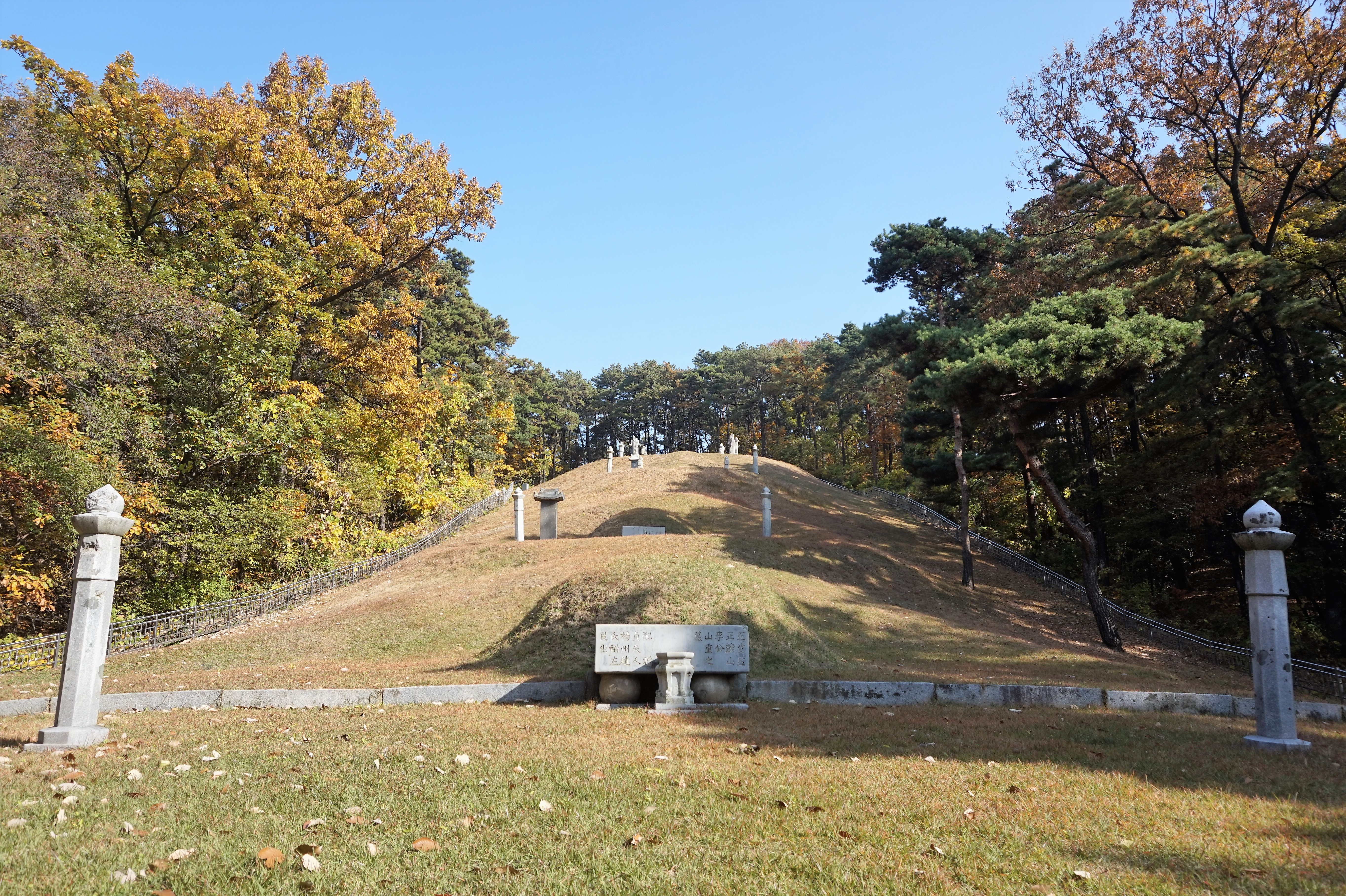
서쪽에 위치한 종친부 전부 이원, 부평부사 이오 및 처사 이한, 호조정랑 이병권, 군자감정 이산중의 묘
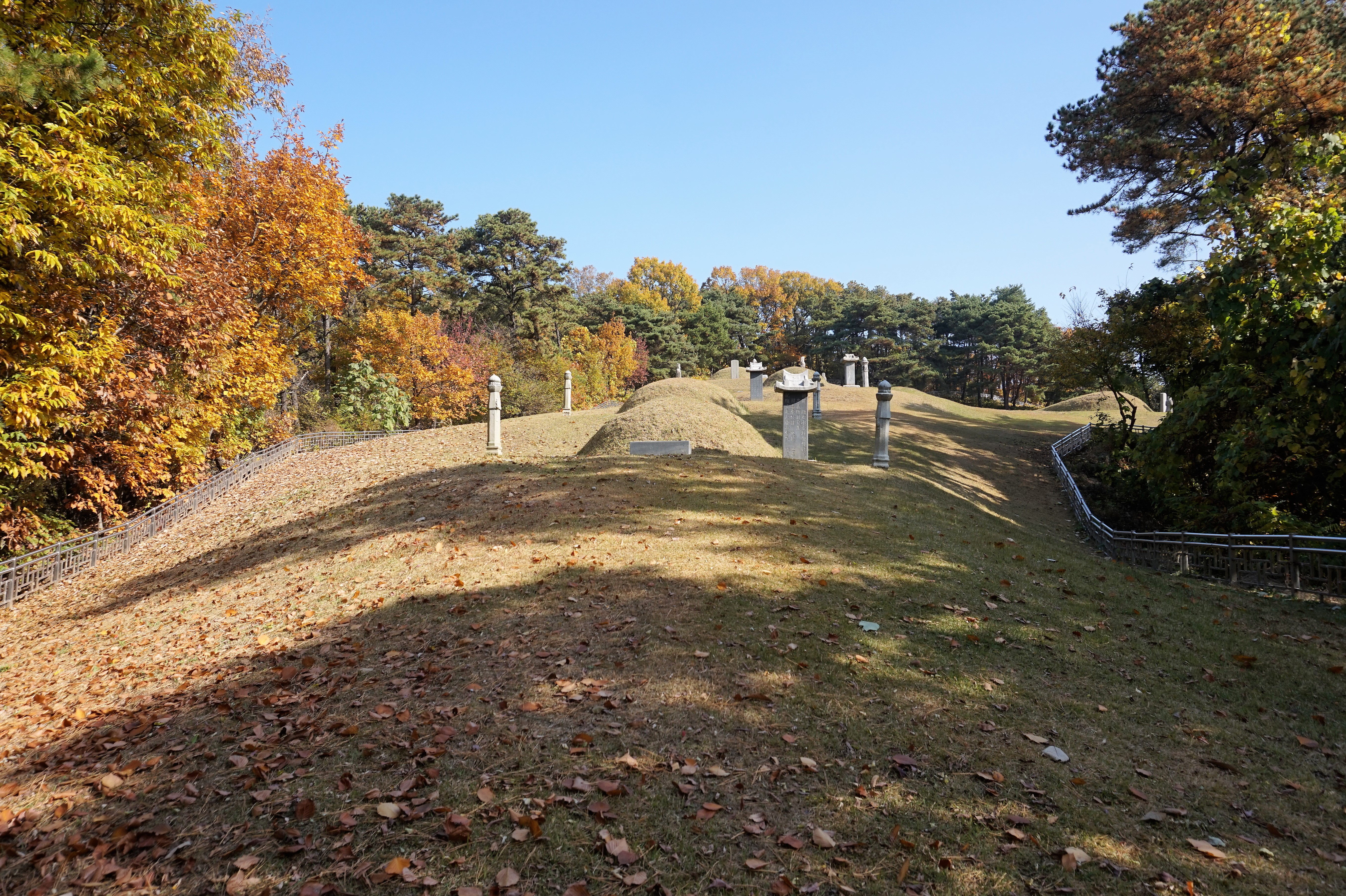
동남향에 위치한 이증의 아들로 임진 왜란때 상주 전투에서 순절한 충신 이경류와 증정부인 횡성 조씨의 묘 및 이경류의 애마총
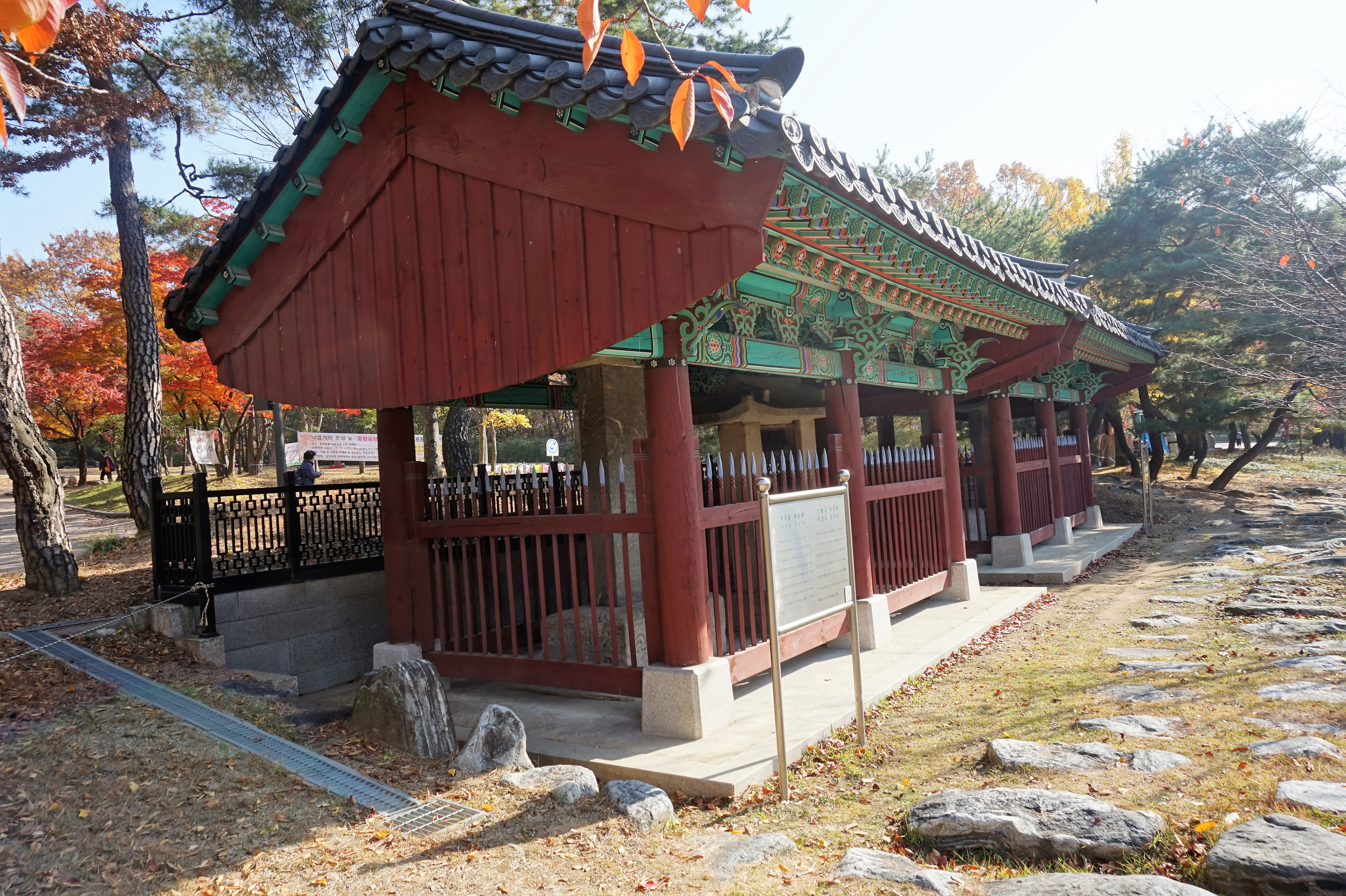
남서향에 위치한 이장윤, 이질, 이지숙 삼대의 유사를 기록한 한산이씨 삼세 유사비, 이증 신도비, 이경류 정려비, 이정룡 신도비